# 艾尼瓦尔·吐尔地
艾尼瓦尔·吐尔地（1963年4月—）维吾尔族，新疆克孜勒蘇柯爾克孜自治州阿圖什市人，中华人民共和国官员。

## 生平
1982年9月，任克孜勒苏柯尔克孜自治州电大教师。1991年4月，任克孜勒苏柯尔克孜自治州教委办公室副主任。其间，1992年4月到1993年4月，在克孜勒苏柯尔克孜自治州第一中学挂职担任副校长。1993年4月，任克孜勒苏柯尔克孜自治州旅游总公司副总经理。1996年8月，任克孜勒苏柯尔克孜自治州阿图什市委副书记。1998年1月，任克孜勒苏柯尔克孜自治州阿图什市委副书记、市长。2002年11月，任克孜勒苏柯尔克孜自治州党委副秘书长（正处级）。2003年2月，任克孜勒苏柯尔克孜自治州党委副秘书长（正处级）、发展和改革委员会党组书记。
2007年5月，任新疆维吾尔自治区民族事务委员会（宗教局）宗教一处处长。2008年4月，任新疆维吾尔自治区民族事务委员会（宗教局）朝觐办主任。2012年2月，任新疆维吾尔自治区民族事务委员会（宗教局）副巡视员。
2014年11月10日，新疆维吾尔自治区人民检察院依法决定，立案侦查新疆维吾尔自治区民族事务委员会（宗教局）原副巡视员艾尼瓦尔·吐尔地涉嫌受贿犯罪，并且采取强制措施，2014年11月24日依法决定执行逮捕。